# Valdurenque
Valdurenque är en kommun i departementet Tarn i regionen Occitanien i södra Frankrike. Kommunen ligger i kantonen Labruguière som tillhör arrondissementet Castres. År 2022 hade Valdurenque 886 invånare.

## Befolkningsutveckling
Antalet invånare i kommunen Valdurenque
| Referens: INSEE |